# Онесім (вазописець)

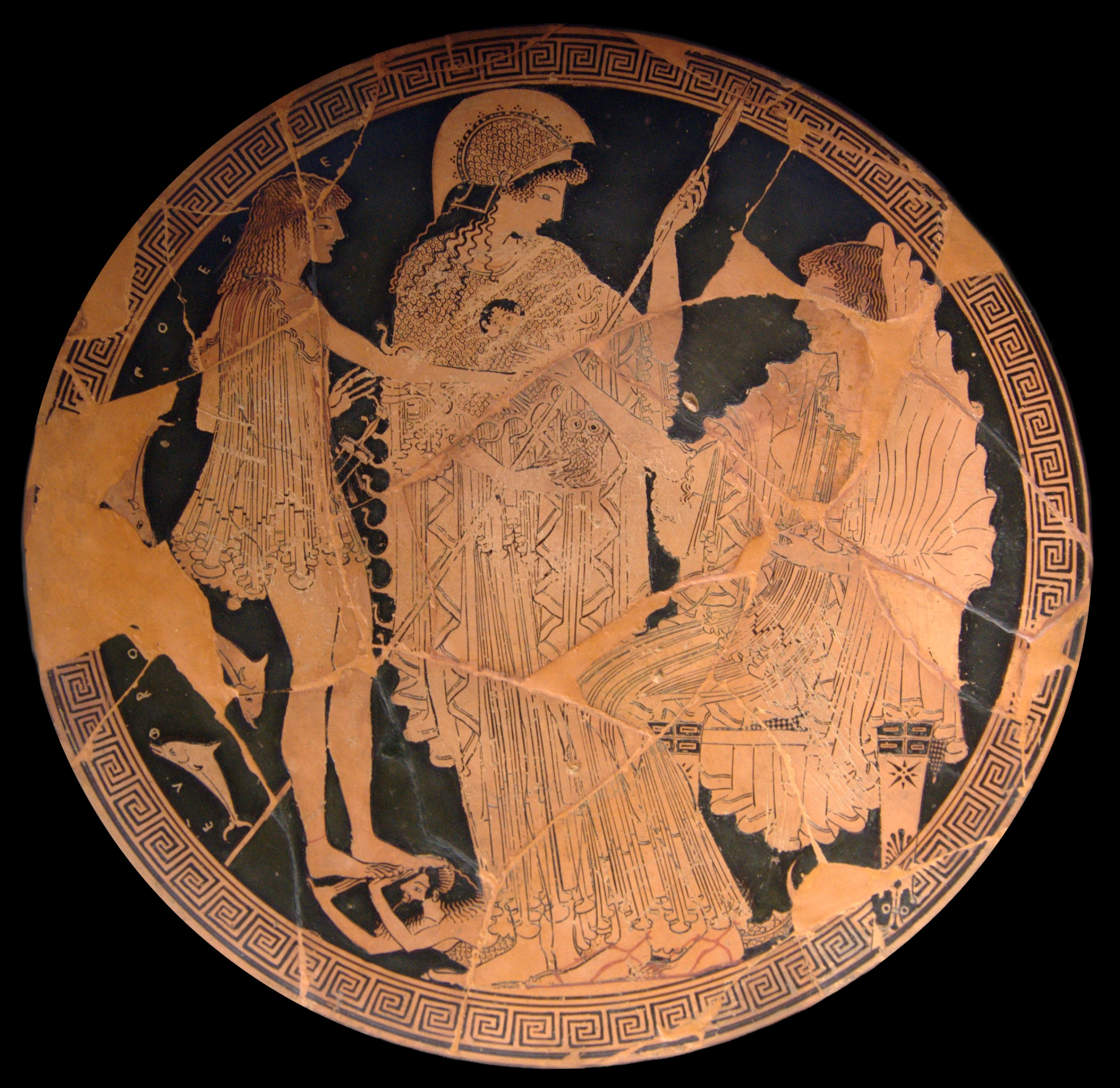
Тесей, Афродіта та Амфітріта, тондо кілікса, вазописець Онесім, гончар Ефроній

Онесім — давньогрецький вазописець, працював між 505 і 480 до н. е. Спеціалізувався в оздобленні чаш, в основному типу B.
Як і багато інших вазописців у червонофігурній техніці його доби, Онесім підкреслив реалістичність фігур. Основними його мотивами були сецни повсякденного життя, а також сцени з міфології. Значна кількість розписаних Онесімом ваз має підпис гончара Ефронія, який також був вазописцем. У світі цього, а також подібності манери вазописців, дослідники вважають, що Онесім навчався в Ефронія. Також пізні роботи Вазописця Антифона виявляють подібність до робіт Онесіма, відтак останній міг бути вчителем Вазописця Антифона.